# إسلام أباد غرب
إسلام آباد غرب هي مدينة إيرانية تقع في محافظة كرمانشاه.
يبلغ عدد سكانها 89,430 حسب احصاء عام 2006 م  و بـ 89,430 نسمة عام 2014.

## أعلام
- شهاب كريمي